# Ammophila coachella
Ammophila coachella är en biart som beskrevs av Menke 1966. Ammophila coachella ingår i släktet Ammophila och familjen grävsteklar. Inga underarter finns listade i Catalogue of Life.